# Aitken (cratère)
Pour les articles homonymes, voir Aitken.
Aitken est un cratère d'impact sur la face cachée de la Lune. Le nom fut officiellement adopté par l'Union astronomique internationale (UAI) en 1970,,, en référence à l'astronome américain Robert Grant Aitken (31 décembre 1864 – 29 octobre 1951),,.
L'observation du cratère fut rapportée pour la première fois en 1965 par la sonde spatiale soviétique nommée Zond 3.

## Topographie
Aitken est caractérisé par une forme de cratère qui n'est pas tout à fait circulaire : sa largeur crête-à-crête varie notablement, la portion la plus étroite se situant au sud-ouest. Son fond est plat, de faible albédo, parsemé de petits cratères et possède un pic central. Le rebord intérieur du cratère forme des terrasses. Des écoulements plus sombres de laves de mare lunaire apparaissent en évidence sur divers niveaux du site, tant dans les murs des terrasses que dans les petits cratères alentour ; l'intérieur d'Aitken a ainsi été reformé par de tels écoulements, particulièrement au sud.
Composition du pic central, :
- signature spectrale d'anorthosite pure (> 90 %), roche formée alors que la Lune était encore au début en fusion, lorsqu'un plagioclase de faible densité minérale flottait à sa surface ;
- signature spectrale d'anorthosite plus gabbro, norite, et troctolite, avec un taux de plagioclase compris entre 85 et 90 % ;
- signature spectrale d'anorthosite plus gabbro, norite, et troctolite, avec un taux de plagioclase compris entre 80 et 85 %.

## Localisation
Voici la liste des reliefs de la Lune environnant le cratère,, :

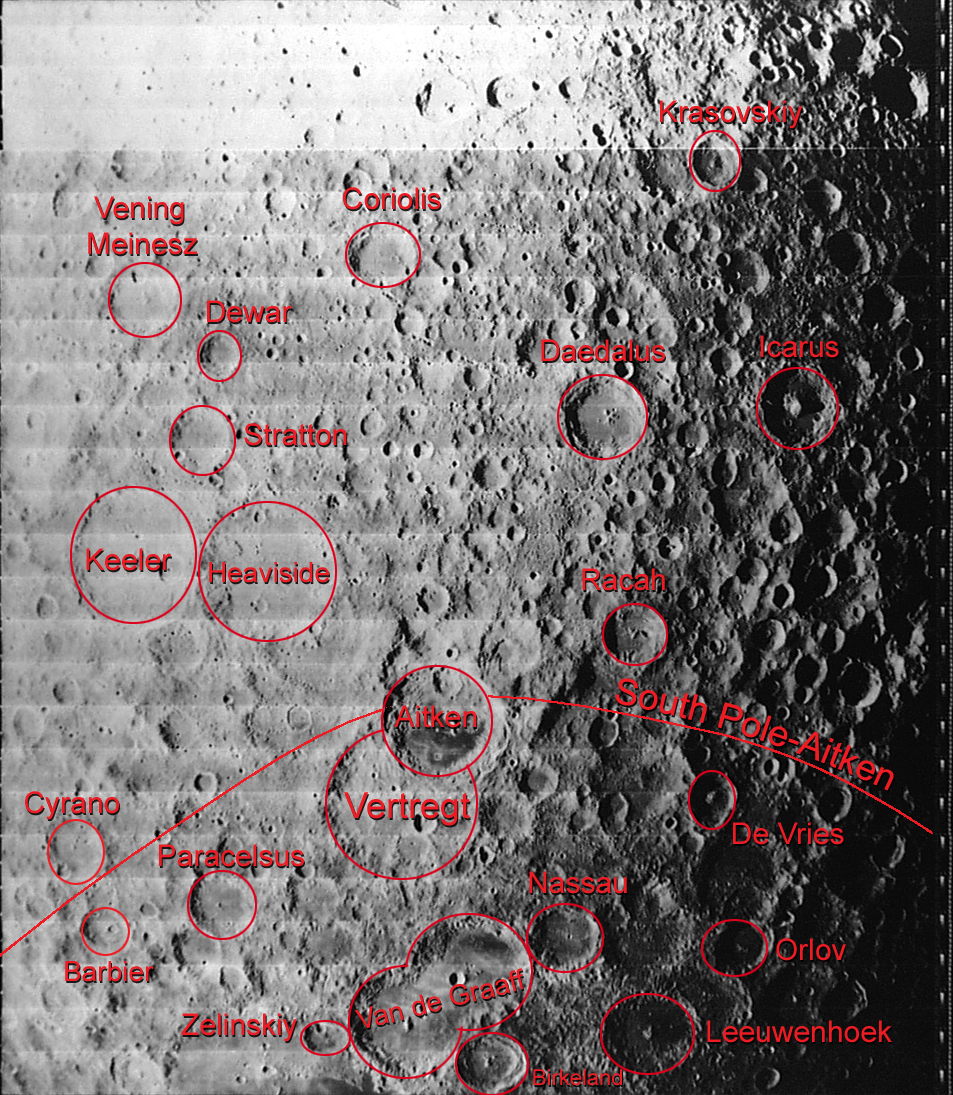
Cratères immédiats entourant Aitken, se trouvant lui-même sur l’anneau délimitant le bassin Pôle Sud-Aitken.

La carte topographique ci-contre à droite montre la face cachée de la Lune par la sonde Clementine : le cratère Aitken se trouve en haut du cercle noir représentant les limites du bassin Pôle Sud-Aitken, plus grand cratère d'impact visible connu de la Lune et même du système solaire avec environ 2 500 km de diamètre et 13 km de profondeur. La couleur rouge représente les hautes élévations, le pourpre les basses élévations, la tache blanche le Pôle Sud.

## Cratères satellites
Les cratères dits satellites sont de petits cratères situés à proximité du cratère principal, ils sont nommés du même nom mais accompagnés d'une lettre majuscule complémentaire (même si la formation de ces cratères est indépendante de la formation du cratère principal). Par convention, ces caractéristiques sont indiquées sur les cartes lunaires en plaçant la lettre sur le point le plus proche du cratère principal. Liste des cratères satellites de Aitken
, :
| Aitken            | Latitude | Longitude | Diamètre | Direction      |
| ----------------- | -------- | --------- | -------- | -------------- |
| Cratère principal | 16.8° S  | 173.4 ° E | 135 km   |                |
| A                 | 14.0° S  | 173.7° E  | 13 km    | Nord           |
| C                 | 14.0° S  | 175.8° E  | 74 km    | Nord-est       |
| G                 | 16.8° S  | 174.2° E  | 7 km     | Intérieur est  |
| N                 | 17.7° S  | 172.7° E  | 7 km     | Intérieur sud  |
| Y                 | 12.0° S  | 173.2° E  | 35 km    | Nord           |
| Z                 | 15.1° S  | 173.3° E  | 33 km    | Intérieur nord |

Le cratère satellite Aitken Z chevauche le bord nord du cratère. Un peu plus au nord, Aitken A, plus petit, est entouré d'éjecta d'un albédo plus élevé.